# Porothamnium subexplanatum
Porothamnium subexplanatum är en bladmossart som beskrevs av Brotherus och Theodor Carl Karl Julius Herzog 1916. Porothamnium subexplanatum ingår i släktet Porothamnium och familjen Neckeraceae. Inga underarter finns listade i Catalogue of Life.